# Miss Australie
Miss Australie anciennement (Miss Australie award jusqu'en 2000), était un concours de beauté féminine, réservé aux femmes de 18 à 26 ans d'Australie.

## Miss Australie à Miss Univers

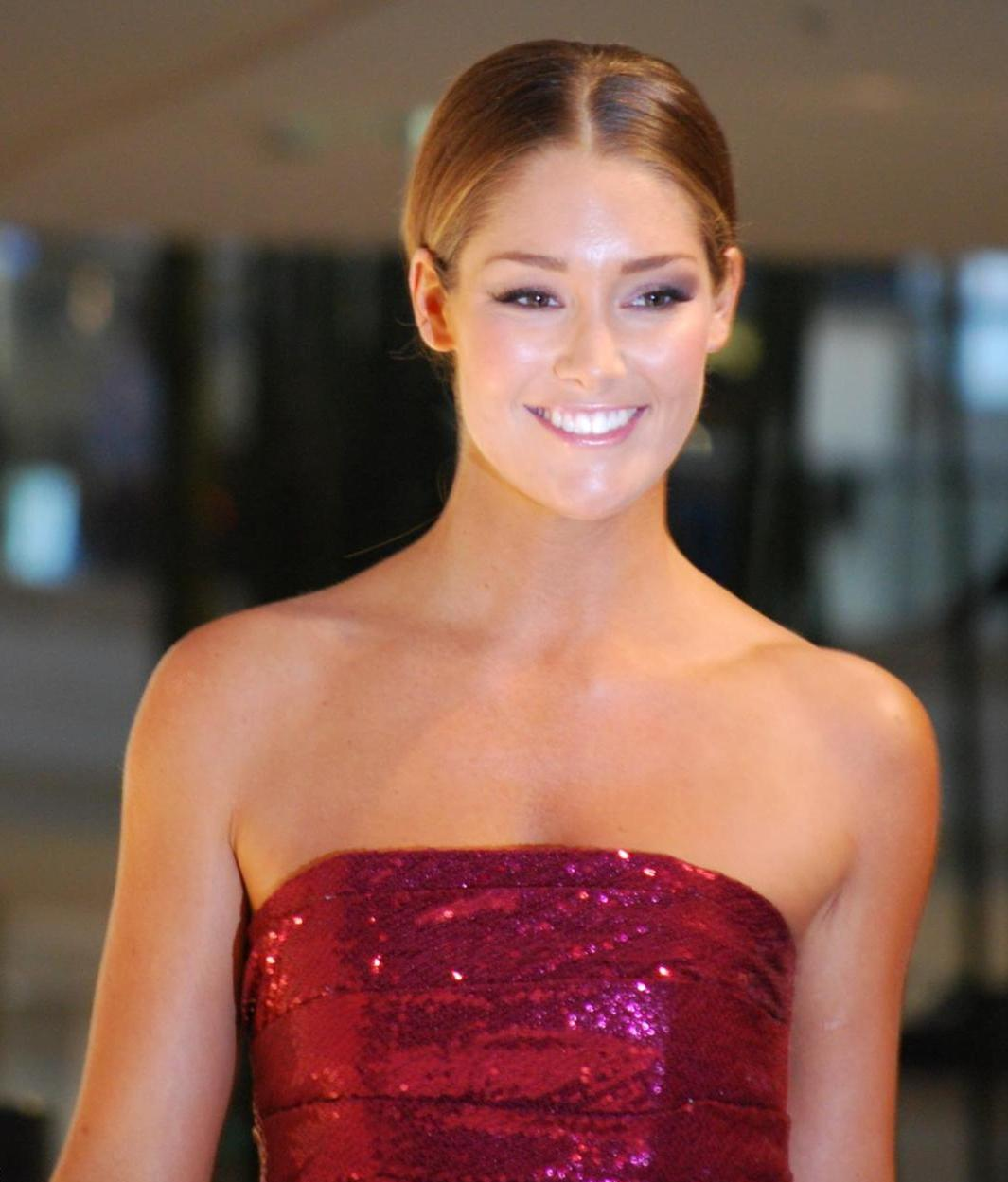
Erin McNaught, Miss Universe Australia 2006.

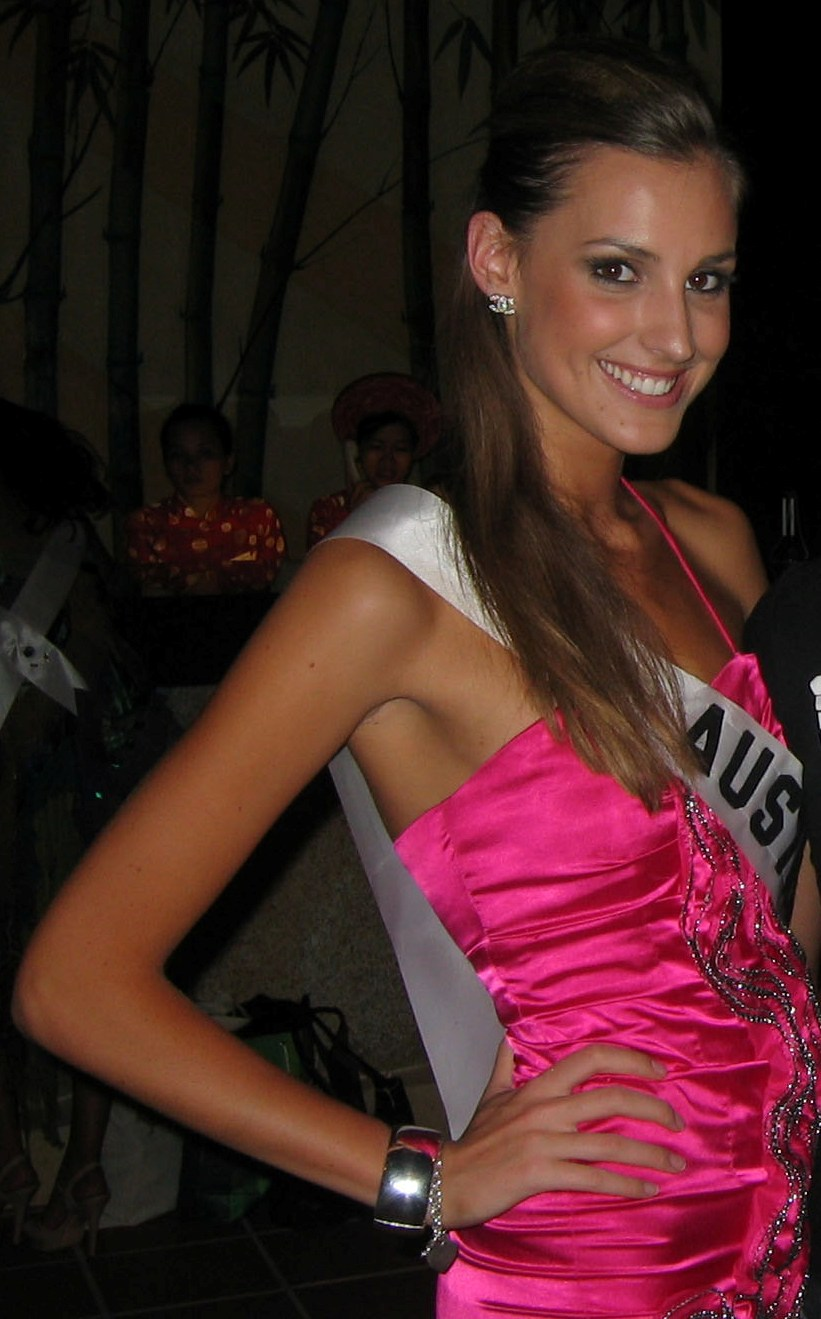
Laura Dundovic, Miss Universe Australia 2008.

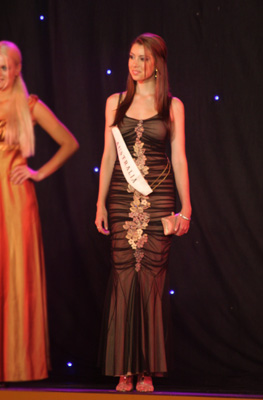
Katie Richardson, Miss Monde Australia 2008.

| Année | Nom                     | Classement        |
| ----- | ----------------------- | ----------------- |
| 2025  | Lexie Brant             |                   |
| 2024  | Zoe Creed               |                   |
| 2023  | Moraya Wilson           | 2eme dauphine     |
| 2022  | Monique Riley           | Top 16            |
| 2021  | Daria Varlamova         |                   |
| 2020  | Maria Thattil           | Top 10            |
| 2019  | Priya Serrao            |                   |
| 2018  | Francesca Hung          | Top 20            |
| 2017  | Olivia Rogers           |                   |
| 2016  | Caris Tiivel            |                   |
| 2015  | Monika Radulovic        | Top 5             |
| 2014  | Tegan Martin            | Top 10            |
| 2013  | Olivia Wells            |                   |
| 2012  | Renae Ayris             | 3eme dauphine     |
| 2011  | Scherri-Lee Biggs       | Top 10            |
| 2010  | Jesinta Campbell        | 2eme dauphine     |
| 2009  | Rachael Finch           | 3eme dauphine     |
| 2008  | Laura Dundovic          | Top 10            |
| 2007  | Kimberley Busteed       |                   |
| 2006  | Erin McNaught           |                   |
| 2005  | Michelle Guy            |                   |
| 2004  | Jennifer Hawkins        | Miss Univers 2004 |
| 2003  | Sarah Davies            |                   |
| 2002  | Sarah Davies            |                   |
| 2000  | Samantha Frost          |                   |
| 1999  | Michelle Shead          |                   |
| 1998  | Renee Henderson         |                   |
| 1997  | Laura Csortan           |                   |
| 1996  | Jodie McMullen          |                   |
| 1995  | Jacqueline Shooter      |                   |
| 1994  | Michelle Van Eimeren    |                   |
| 1993  | Voni Delfos             | Top 6             |
| 1992  | Georgina Denahy         | Top 10            |
| 1990  | Charmaine Ware          |                   |
| 1989  | Karen Wenden            |                   |
| 1988  | Vanessa Lynn Gibson     |                   |
| 1987  | Jennine Susan Leonarder |                   |
| 1986  | Christina Lucinda Bucat |                   |
| 1985  | Elizabeth Rowly         |                   |
| 1984  | Donna Rudrum            |                   |
| 1983  | Simone Cox              |                   |
| 1982  | Lou Ann Ronchi          |                   |
| 1981  | Karen Sang              |                   |
| 1980  | Katrina Judith Rose     |                   |
| 1979  | Kerry Dunderdale        |                   |
| 1978  | Beverly Frances Pinder  |                   |
| 1977  | Jill Maree Minahan      |                   |
| 1976  | Julie Ismay             | 4eme dauphine     |
| 1975  | Jennifer Matthews       |                   |
| 1974  | Yasmin Nagy             | Top 12            |
| 1973  | Susan Mainwaring        |                   |
| 1972  | Kerry Anne Wells        | Miss Univers 1972 |
| 1971  | Suzanne Rayward         | 1ere dauphine     |
| 1970  | Joan Zealand            | 2eme dauphine     |
| 1969  | Joanne Barret           | 2eme dauphine     |
| 1968  | Laureen Jones           |                   |
| 1965  | Pauline Verey           | Top 15            |
| 1964  | Ria Lubyen              |                   |
| 1958  | Astrid Lindholm         |                   |
| 1954  | Shirley Bliss           |                   |
| 1953  | Maxine Morgan           | 4eme dauphine     |
| 1952  | Leah MacCartney         |                   |